# Тото Кутуньйо

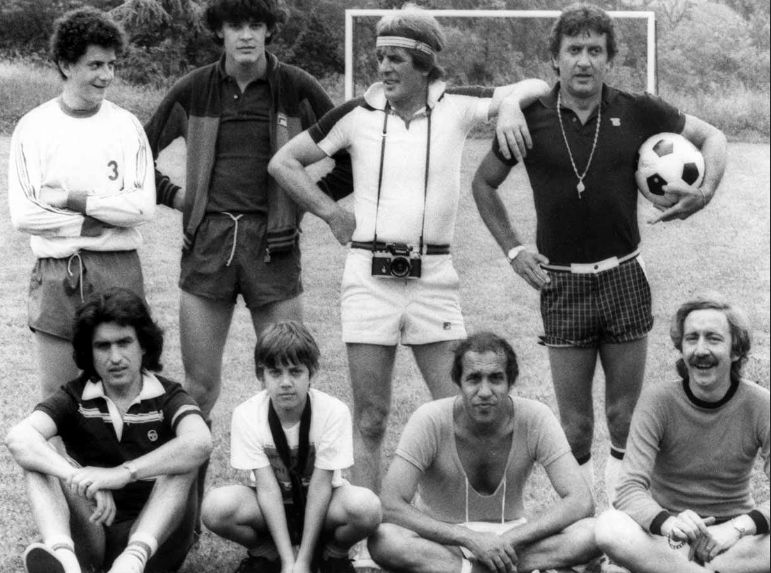
Знизу (ліворуч-праворуч): Тото Кутуньйо, Джакомо Челентано, Адріано Челентано і Крістіано Мінеллоно під час гри в футбол. З м'ячем: Мемо Діттонго (початок 1980-х років).

Сальвато́ре (То́то) Куту́ньйо (італ. Toto Cutugno) (7 липня, 1943, Фоздіново — 22 серпня 2023, Мілан) — італійський співак та композитор. Відомий своєю співпрацею з такими виконавцями як Адріано Челентано, Джо Дассен, Даліда, «Ricchi e Poveri» й низкою інших. Уславився своєю піснею «L'italiano». Багаторазовий учасник пісенного фестивалю «Санремо» та переможець пісенного конкурсу «Євробачення-1990». За свою кар'єру випустив 14 студійних альбомів.

## Біографія

### Ранні роки
Сальваторе Кутуньйо народився у Фоздіново (Тоскана). Його батько, Доменіко Кутуньйо (помер 1980 року), був старшиною військово-морського флоту, який був родом з Барчеллони Поццо ді Готто (Сицилія). А його мати, Ольга, родом з Тоскани, була домогосподаркою. Сальваторе (скорочене ім'я — Тото) виріс у Спеції, куди його родина переїхала у пошуках роботи, через кілька місяців після його народження, у зв'язку з цим він вважав це місто своєю справжньою батьківщиною. Коли Сальваторе було п'ять років — від асфіксії померла його сестра Анна, яка була старша за нього на два роки. У нього є ще два брати і сестра: Розанна — перша дитина у сім'ї; молодший за нього на п'ять років, брат Роберто.
Саме батько, який вмів грати на трубі, долучив Сальваторе до музики; у віці дев'яти років він грав на барабанах у тому ж оркестрі у Спеції, у якому грав його батько. Перехід до гри на барабанах як аутодидакт відбувся незабаром після цього. Надалі він виступав на барабанах, як музикант-самоучка. У 13 років Сальваторе взяв участь у регіональному музичному конкурсі, де посів третє місце. Потім він самостійно опанував грою на акордеоні, бо не міг собі дозволити придбати фортепіано.

### 1960-ті і 1970-ті роки

#### У складі гуртів
У першій половині 1960-х років входив до складу гурту «Toto & the Rockers». Потім він на постійній основі протягом року виступав як барабанщик гурту «Ghigo і Goghi». 1965 року Кутуньйо створив гурт «Toto e i Tati», продовживши свою діяльність як барабанщик і уклавши контракт з компанією «Carosello Records», на якій записав чотири платівки у 45 обертів (між 1965—1970 роками). Надалі його гурт взяв участь у конкурсі «Un disco per l'estate» 1970 року із піснею «Questo fragile amore», до якої він також написав музику (як і для пісні «Aspetto lei», опублікованої на Б-стороні синглу «Questo fragile amore»).
Після цього досвіду Кутуньйо створив гурт «Albatros», у якому став не лише співати, а й грати музику. Цієї пори вирішальне значення мала зустріч із Віто Паллавічіні, відомим автором текстів пісні «Azzurro» та багатьох інших хітів, який повірив у талант молодого музиканта. 1976 року «Albatros» взяли участь у фестивалі Санремо з піснею «Volo AZ504», яка посіла третє місце і мала хороші продажі. У тому ж році вони взяли участь у пісенному конкурсі «Фестивальбар» з піснею «Nel cuore nei sensi», яка мала великий успіх. Також ця пісня була записана у Франції Жераром Ленорманом та потрапила на вершину чартів. Наступного року гурт знову повернувся на «Санремо» з піснею «Gran Premi».

#### Початок сольної кар'єри
1976 року, коли Кутуньйо ще був учасником гурту «Albatros», він розпочав сольну кар'єру із синглу «Come ieri, come oggi, come sempre/Ragazza madre», який залишився непоміченим. Перший успіх до нього прийшов у 1977 році з піснею «Donna, donna mia», яка стала музичною темою телепрограми Майка Бонджорно «Давай прокрутимо» («Scomriamo»). Після цього, він написав для Адріано Челентано пісню «Soli», яка місяцями стабільно посідала перше місце в чартах продажів, та інші твори, що увійшли до однойменного альбому, виданого останнім у 1979 році.
1979 року на лейблі «Carosello Records» Кутуньйо записав свій дебютний альбом «Voglio l'anima», що містить 11 композицій, що згодом були записані різними виконавцями як італійськими, так і зарубіжними, включаючи пісню «Voglio l'anima», що стала міжнародним хітом у виконанні Даліди, яка перезаписала її французькою та англійською мовами під назвами «Laisser moi dancer»/«Let me dance tonight».

### 1980-ті роки
Далі Кутуньйо продовжував свою діяльність як автор пісень для італійських та міжнародних виконавців: у Франції для Джо Дассена, Джонні Голлідея, Клода Франсуа, Ерве Вілара, Мішеля Сарду, Мірей Матьє, Даліди, Шейли; в Іспанії та Південній Америці для Мігеля Бозе, «Chocolats», Луїса Родрігеса, Луїса Мігеля, Крістіана Кастро.

#### «Санремо-1980», прихід слави
1980-й став важливим роком у кар'єрі Кутуньйо. До цього, декількома роками раніше закінчилося його співробітництво з Віто Паллавічіні, автором багатьох текстів його пісень. Цього року Кутуньйо вперше як соліст виступив і переміг на фестивалі «Санремо» з піснею «Solo noi», яка посіла друге місце в чарті і потрапила у двадцятку найпродаваніших синглів 1980-го. У тому ж році він також взяв участь у Токійському фестивалі з піснею «Francesca non sa» та у пісенному конкурсі «Фестивальбар 1980» з двома піснями: «Innamorati» (посіла четверте місце), і «Olympic Games», написану ним, але виконану Мігелем Бозе, який виграв захід. Окрім цього записав «Flash», заголовну пісню однойменної програми Майка Бонджорно на каналі Rai 1. Поряд із «Solo noi» та «Innamorati», окрім написання музики, Кутуньйо також почав писати тексти до своїх власних пісень.
Також 1980 року він написав у співпраці з Крістіано Мінеллоно і Клаудією Морі (дружина Адріано Челентано) ще один хіт для Адріано Челентано під назвою «Il tempo se ne va», який увійшов до альбому останнього «Un po' artista un po' no» (всі пісні альбому були написані Кутуньйо і Мінеллоно). Після успішної співпраці з Мінеллоно та Челентано, Кутуньйо випустив другий («Innamorata, in love, in love», 1981) та третій альбоми («La mia musica», 1982).

#### Успіх «L'italiano»
1983 року Кутуньйо знову взяв участь у «Санремо» з піснею «L'italiano», яка стала його найвідомішою у його кар'єрі. Незважаючи на те, що пісня посіла на фестивалі лише п'яте місце, вона виграла народне голосування, здійсненого за допомогою вікторини «Totip» (яке проводилося того року лише у вигляді експерименту). Написана разом із Крістіано Мінеллоно, пісня спочатку спеціально писалася для виконання Адріано Челентано, кандидатуру якого обидва автори вважали ідеальною, але Челентано відмовився від цієї пропозиції. У підсумку Джанні Равера, організатор фестивалю «Санремо», переконав Кутуньйо виконати пісню самотужки. «L'italiano» посіла високі позиції у європейських чартах (в Італії вона досягла першої позиції і тижнями знаходилася у «топ-10»), потім пісню перезаписувала та виконувала ціла низка інших виконавців різними мовами, з продажами у мільйони платівок.

#### Наступні появи на «Санремо»
Влітку 1983 року він випустив ще один сингл, «Un'estate con te». На «Санремо» 1984 року Кутуньйо посів друге місце з піснею «Serenata». Через місяць, під час вар'єте «Supersanremo» на каналі Italia 1, Кутуньйо був зображений славнозвісним імітатором Джіджі Сабані, і в тому ж році композитор написав пісню «C'est Venice» для виконаця Луїса Родрігеса. Наступного року він взяв участь у «Санремо» як автор пісні Луїса Мігеля «Noi bambini di oggi», що посіла друге місце, а влітку випустив сингл «Mi piacerebbe (andare al mare al lunedì)», який виконувася на «Фестивальбарі». Після цього він випустив альбом «Per amore o per gioco», спродюсований «Baby Records».
1986 року Кутуньйо знову повернувся на фестиваль у «Санремо» з «Azzurra malinconia». Джіджі Сабані цього разу знову наслідував його під час випуску «Весняного фестивалю» на каналі Italia 1, за що він посів четверте місце, що було найнижчим у рамках народного голосування за допомогою «Totip». 1987 року Кутуньйо знову посів друге місце на «Санремо» з піснею «Figli» і написав ще три пісні: «Io amo» (для Фаусто Леалі), «Il sognatore» (для Пеппіно ді Капрі, створеної спільно з іншими авторами) і «Canzone d'amore» (для «Ricchi e Poveri», створеної у співпраці з Даріо Фаріною). У тому ж році Кутуньйо почав працювати над передачею «Domenica In», для якої, спільно з Крістіано Мінеллоно, написав музичну тему «Una Domenica Italiana», виконану з Крістіною Д'Авеною, Вінченцо Драгі та Міланським дитячим хором («Piccoli Cantori di Milano»). Навесні на лейблі «EMI Italiana» він опублікував альбом «Mediterraneo», що мав відмінні кормеційні показники. З однією з пісень альбому, «Napoli», виконаної в тандемі з Фаусто Леалі, Кутуньйо взяв участь у конкурсі «Un disco per l'estate».
Протягом наступних двох років Кутуньйо знову посідає другі місця на «Санремо»: 1988 року з піснею «Emozioni» (після Массімо Раньєрі) і 1989 року з піснею «Le mamme» (після Фаусто Леалі та Анни Окси). Окрім цього, протягом обидвох цих сезонів він брав участь на фестивалі як автор пісень: 1988-го — «Io per le strade di quartiere» (для Франко Каліфано) та «Per noi» (для Фйордалізо); 1989-го — «Se non avessi te» (для Фйордалізо) і «La Fine del mondo» (для Джіджі Сабані).

### 1990-ті роки
Між 1989—1992 роками Кутуньйо вів на RAI телепередачу «Piacere Raiuno», у якій він також виконував разом з хористами музичну тему програми.
1990 року Кутуньйо виступив на «Санремо», вчергове посівши друге місце з піснею «Gli amori» (поступившись лише гурту «Pooh»), яке було присуджене опитуванням громадської думки. Тоді ж на «Санремо» цю пісню виконав англійською Рей Чарльз. Виступ обох виконавців викликав тріумфільний прийом у публіки фестивалю, який того року проводився у залі «Palafiori». Надалі пісня стала частиною саундтреку до фільму «Не йди» 2004 року, вона була представлена у сцені, де Пенелопа Крус співала в машині з Серджо Кастеллітто, коли вони перетинали регіон Молізе. Восени він опублікував збірку зі своїми композиціями, які були телевізійними темами, та піснями з «Санремо» під назвою «Toto Cutugno: successi in TV».

#### Перемога на «Євробаченні-1990»
Після посідання чотирьох других місць на фестивалі «Санремо» як співак (окрім цього він посів ще одне друге місце як автор пісень), Кутуньйо взяв реванш, вигравши пісенний конкурс «Євробачення» 1990 року, що проходив у Загребі (Хорватія) з піснею «Insieme: 1992» (це було вдруге, коли Італія вигравала конкурс). Кутуньйо став першим виконавцем пісні-переможця «Євробачення», який також був автором тексту та композитором. Наступного року він був ведучим цього заходу разом із Джильйолою Чінкетті, який проходив у Римі.
Окрім цього, 1991 року він опублікував альбом «Non è facile essere uomini» і був ведучим програми телекомпанії RAI «Золоте вітрило» («La Vela d'oro»), яку вів разом з Раффаеллою Каррою та Фабріціо Фріцці. Влітку 1992 року Кутуньйо разом Джорджо Фалетті стали ведучими ще однієї програми RAI «Сьогодні ввечері мібутто… і три!» («Stasera mibutto… e tre!»), а восени він вів передачу «У неділю» («Domenica in»). У 1994 році він написав пісню  «Se mi ami», яку Клаудія Морі виконувала того ж року на фестивалі в «Санремо».
1995 року Кутуньйо знову повернувся на «Санремо» з піснею «Voglio andare a vivere in campagna», яка отримала найнижчий результат від журі компанії RAI, і став сімнадцятим із двадцяти учасників категорії виконавців фестивалю «Чемпіони». На «Санремо» 1997 року Кутуньйо виконував пісню «Faccia pulita». Починаючи з 1998 року, Кутуньйо протягом кількох сезонів вів програму «I fatti vostri» на каналі Rai 2.

### 2000-ні і 2010-ті роки
2002 року Кутуньйо мав великий успіх у Франції з піснею «Il train va». 2004 року Кутуньйо був запрошеним гостем на вечорі фестивалю «Санремо» під назвою «Відродження», а наступного року він знову повернувся на фестиваль, виконавши разом з Анналізою Мінетті пісню «Come noi no one in the world», яка посіла друге місце, у шостий раз у його кар'єрі. Після «Санремо» Кутуньйо відновив гастролі за межами Італії, даючи багато творчих вечорів у різних країнах Сходу, таким чином його голос та мелодії ставали своєрідними «послами» італійської музичної культури у світі.

#### Хвороба та повернення
У січні 2007 року у Кутуньйо виявили рак простати, після чого йому зробили операцію та провели реабілітаційну терапію, яка закінчилася у серпні того ж року. 2008 року його друг Піппо Баудо запропонував композитору повернутися на «Санремо», після чого він виступив з піснею «Un falco chiuso in gabbia», яка посіла четверте місце. У 2009 році він отримав премію «Лунеція» за музично-ліричну майстерність проявлену у його піснях, які користувалися попитом по всьому світу, цю ж нагороду вручили Лаурі Паузіні, Шарлю Азнавуру та Андреа Бочеллі.
2010 року Кутуньйо взяв участь у фестивалі «Санремо» із синглом «Aeroplani». На вечорі, присвяченому дуетам, він виконав пісню в дуеті з Белен Родрігес. Проте «Aeroplani» вибула із фіналу. Незабаром після цього було випущено збірку-антологію «I miei Sanremo». 30 листопада 2010 року він опублікував збірку рідкісних пісень «Ritratto».
2011 року співак та автор пісень Трікаріко запросив його на «Санремо», щоб разом заспівати «L'italiano» на вечорі дуетів. У грудні того ж року Кутуньйо підтвердив свою світову популярність, завітавши до країн Балтії, де місцева преса вітала його як «Італійську легенду». Успіх мав і концерт, що відбувся у Вільнюсі 23 грудня 2011 року і отримав високу оцінку критиків.

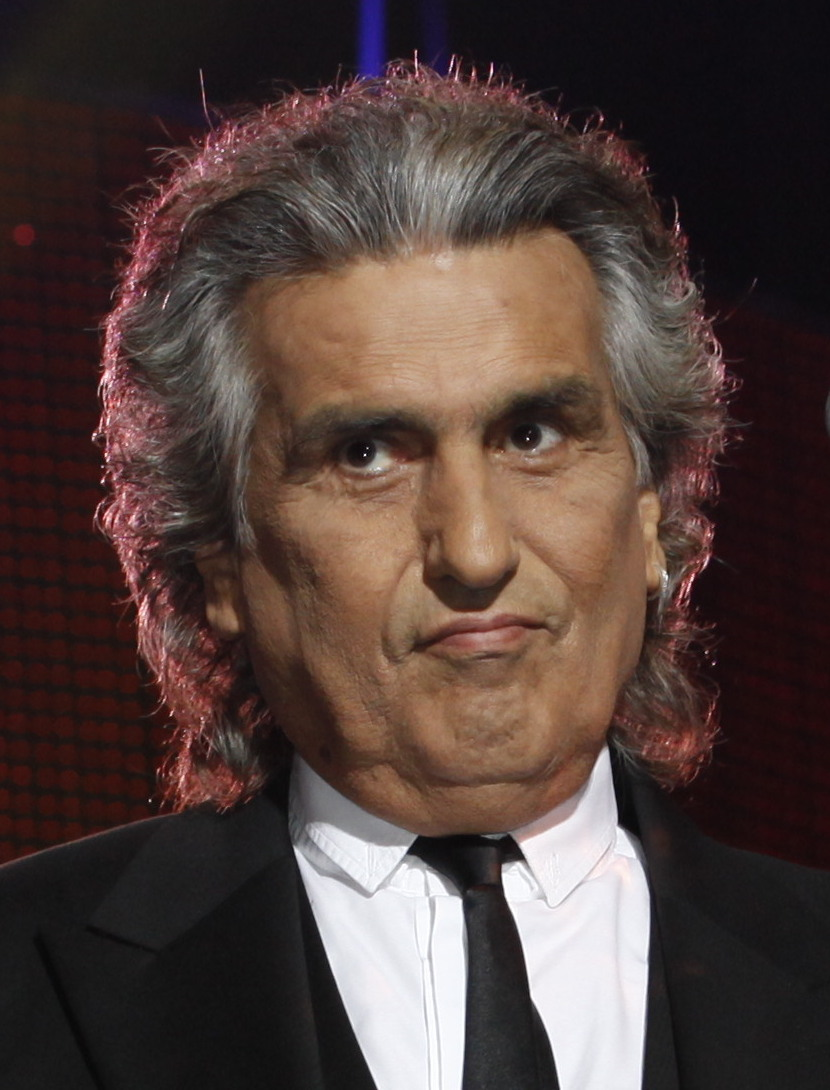
Кутуньйо у 2012 році

2012 року відомий американський рокер Іггі Поп (колишній лідер гурту «The Stooges») включив пісню Кутуньйо «Et si tu n'existais pas», до свого альбому каверів «Après».
12 лютого 2013 року Кутуньйо взяв участь як гість у першому вечорі фестивалю «Санремо», який вів Фабіо Фаціо. Після отримання спеціальної нагороди за життєві досягнення від футболіста Анджело Огбонни він виконав свої пісні «L'italiano» та «Nel blu dipinto di blu» з хором Ансамблю пісні і танцю О. В. Александрова на знак пошани до свого друга Доменіко Модуньйо.
2015 року співак відкрив свою офіційну сторінку у Facebook і зняв свій перший кліп — китайськомовну версію пісні «L'italiano» для просування програми «Italiani made in China» на каналі Real Time.
29 квітня 2016 року на iTunes ексклюзивно надійшла у продаж благодійна пісня «Le nuestro mani», написана Кутуньйо спільно з Крістіаном Моретті і Джанні Пешіні, та виконана ним разом з Аль Бано, Фаусто Леалі та за участю бергамського гурту «Minicoro Monterosso». Усі кошти, отримані від продажу цієї пісні, пішли на програму «Покінчимо з поліомієлітом зараз» («End Polio Now»), створену організацією «Rotary International» для придбання вакцин для дітей по всьому світу. Також 2016 року він повернувся до написання пісень для Адріано Челентано: їм була написана композиція «Ti lascio amore», виконана Челентано дуетом з Міною, вона увійшла до альбому «Le migliori».
30 червня 2018 року у Серені (Бельгія) Кутуньйо скасував концерт через хворобу, спричинену надмірною спекою. Він був поміщений до лікарні у Льєжі, але за кілька днів запевнив шанувальників, що його здоров'я поступово покращується.
З 19 січня по 2 березня 2019 року Кутуньйо був серед суддів другого сезону конкурсу «Ora o mai più».
15 березня 2019 року група українських депутатів, у тому числі Віктор Романюк, зголосилася заборонити італійському артисту в'їзд до України, ініціювавши офіційний запит на ім'я голови СБУ Василя Грицака.

### Смерть
Тото Кутуньйо помер 22 серпня 2023 року у віці 80 років після тривалої боротьби з раком простати в міланській лікарні Сан-Раффаеле, куди був госпіталізований на кілька тижнів у зв'язку з погіршенням стану здоров'я. Відспівування відбулося за два дні, вранці, у базиліці святих Нерео та Ахіллео в Мілані.

## Особисте життя
У Кутуньйо була дружина Карла, з якою він був одружений з 1971 року. У подружжя не було дітей, але співак має позашлюбного сина Ніко, який народився 1990 року. Кутуньйо був великим шанувальником футбольного клубу «Мілан».

## Дискографія
Альбоми
- 1979 — Voglio l'anima[it]
- 1980 — Innamorata, innamorato, innamorati[it]
- 1981 — La mia musica[it]
- 1983 — L'italiano[it]
- 1985 — Per amore o per gioco[it]
- 1986 — Azzurra malinconia[it]
- 1987 — Mediterraneo[it]
- 1991 — Non è facile essere uomini[it]
- 1995 — Voglio andare a vivere in campagna[it]
- 1997 — Canzoni nascoste[it]
- 2005 — Come noi nessuno al mondo[it]
- 2008 — Un falco chiuso in gabbia[it]
- 2010 — I miei Sanremo[it]
- 2013 — L'italiano — la nuova versione[it]

## Інші виконавці пісень Кутуньйо
| Джо Дассен - «L'Été indien» - «Et si tu n'existais pas» - «Salut» - «Le jardin du Luxembourg» - «Côté banjo, côté violon» - «Qu'est-ce que tu fais de moi?» - «L'albatros» - «Et l'amour s'en va» - «Il était une fois nous deux» Адріано Челентано - «Amore no» - «Soli» - «Un'po' artista, un'po' no» - «Innamorata incavolata a vita» - «L'orologio» - «Non e'» - «Il tempo se ne va» - «Se non e' amore» - «Spettabile signore» - «Non se ne parla nemmeno» - «Manifesto» - «Una parola non ci scappa mai» - «Ti lascio amore» (дует з Міною) Клод Франсуа - «Écoute ma chanson» Мірей Матьє - «Ciao, bambino, sorry» Даліда - «Monday, Tuesday» - «Il faut danser reggae» - «Partir ou mourir» - «Captain sky» - «Et la vie continuera» - «Femme est la nuit» - «Les clefs de l'amour» | Ерве Вілар - «Nous» - «Venise pour l'eternite» - «Reviens» - «Vuelve» - «Mediterraneenne [L'Italiano]» Мішель Сарду - «En chantant» - «Musica» - «6 milliards 900 millions 980 mille» Ricchi e Poveri - «Canzone d'amore» - «Jungle beat» - «Amare, ricominciare, no no no» - «Good bye my love» - «Somebody to love» - «La stagione dell'amore» - «L'italiano» - «Cosi lontani» Луїс Міґель - «Noi, ragazzi di oggi» - «Il cielo» Патріціо Буанне - «L'Italiano» Джилла - «Johnny» Карі Тапіо - «L'italiano» - «Il treno va» Тоні Каррейра - «A Cantar» |

## Участь у фестивалі «Санремо»

### З гуртом «Albatros»
- 1976: «Volo AZ 504» — 3 місце
- 1977: «Gran premio» — фіналіст

### Соліст
- 1980: «Solo noi» — 1 місце
- 1983: «L'italiano» — 5 місце
- 1984: «Serenata» — 2 місце
- 1986: «Azzurra malinconia» — 4 місце
- 1987: «Figli» — 2 місце
- 1988: «Emozioni» — 2 місце
- 1989: «Le mamme» — 2 місце
- 1990: «Gli amori» (позаконкурсна пара з Реєм Чарльзом) — 2 місце
- 1995: «Voglio andare a vivere in campagna» — 17 місце.
- 1997: «Faccia pulita» — 17 місце.
- 2005: «Come noi nessuno al mondo» (з Анналізою Мінетті) — 2 місце. Пісня також перемогла в категорії «Класика». На вечорі дуетів пісня також виконується з Ритою Павоне.
- 2008: «Un falco chiuso in gabbia» — 4 місце (у вечорі дуетів пісня знову виконується з Анналізою Мінетті).
- 2010: «Aeroplani» (вибула з фіналу, на вечорі дуетів пісня виконувалася з Белен Родрігес).
- Він також бере участь поза конкурсом у наступних випусках:

1. 2004: «Salirò» (гість вечора «Відродження».)
2. 2011: «L'italiano» (гість вечора дуетів, його запросили приєднатися до співака-конкурента Трікаріко)
3. 2013: «L'italiano» і «Nel blu dipinto di blu», присвячені Доменіко Модуньйо (з Ансамблем пісні і танцю О. В. Александрова).

## Участь у інших конкурсах

### З гуртом «Toto & i Tati»
- 1970 — «Un disco per l'estate» — «Questo fragile amore»

### З гуртом «Albatros»
- 1976 — «Festivalbar» — «Dietro l'amore»

### Соліст
- 1979 — «Festivalbar» — «Voglio l'anima»
- 1980 — «Festivalbar» — «Innamorati» — 4 місце
- 1980 — «Saint Vincent Estate» — «Innamorati»
- 1980 — «Yamaha Song International di Tokyo» — «Francesca non sa» — 1 місце
- 1981 — «Mostra internazionale di musica leggera» — «La mia musica»
- 1983 — «Una canzone per le vostre vacanze» — «Un'estate con te»
- 1985 — «Festivalbar» — «Mi piacerebbe (andare al mare al lunedì)»
- 1986 — «Saint Vincent Estate» — «Buonanotte» і «Che sarà»
- 1987 — «Saint Vincent Estate '87» — «Napoli»
- 1990 — «Mostra internazionale di musica leggera» — «Gli amori»
- 1990 — «Eurovision Song Contest di Zagabria» — «Insieme: 1992» — 1 місце
- 1990 — «Un disco per l'estate» — «Insieme: 1992»
- 1990 — «Vota la voce» — «Insieme: 1992»

## Телебачення
- «Domenica in» (Rai 1, 1987-1988, 1992-1993)
- «Piacere Raiuno» (Rai 1, 1989-1992)
- «Tombola!!! — Speciale Piacere Raiuno» (Rai 1, 1990)
- «Sanremo nel mondo» (Rai 1, 1990)
- «La vela d'oro» (Rai 1, 1990)
- «Eurovision Song Contest» (Rai 1, 1991)
- «1, 2, 3, buon anno!» (Rai 1, Rai 2, Rai 3, 1991)
- «Stasera mi butto e... tre!» (Rai 2, 1992)
- «Stasera mi... Beautiful» (Rai 2, 1992)
- «Sanremo dei piccoli» (Rai 1, 1993)
- «Toto Festival» (Rete 4, 1994)
- «Buona giornata Sanremo» (Rete 4, 1994)
- «Sei forte» (Telemontecarlo, 1996)
- «I fatti vostri» (Rai 2, 1998-2000)
- «Telethon» (Rai 2, 1998-2000)
- «Sanremo Estate» (Rai 1, 2004)
- «Festival di Castrocaro» (Rai 1, 2004)
- «Ora o mai più» (Rai 1, 2019)